# Solheim Cup
Solheim Cup je golfový turnaj pro profesionální hráčky, hraný každé dva roky. Účastní se jej týmy reprezentující Evropu a Spojené státy. Je pojmenován po norsko-americkém výrobci golfových holí Karstenu Solheimovi, který stál u jeho zrodu.
První ročník poháru se konal v roce 1990 a až do roku 2002 se konal v sudých letech a střídal se s Ryder Cupem (obdobnou mužskou soutěží). V rámci celkové změny uspořádání týmových golfových soutěží po ročním odkladu Ryder Cupu v roce 2001 (v důsledku útoků z 11. září) přešel Solheim Cup od roku 2003 na liché ročníky. K dalšímu přeskupení týmových golfových soutěží došlo v roce 2020 kvůli pandemii covidu-19 a Solheim Cup se od roku 2024 vrátí k sudým ročníkům.
Nejčastěji zatím pohár vyhrál tým Spojených států, a to 10krát oproti 7 vítězstvím Evropy. Současným držitelem (2021) je tým Evropy, který v roce 2021 zvítězil na hřišti klubu Inverness v Toledu ve státě Ohio. Následující turnaj se bude hrát v roce 2023 ve Finca Cortesín, v Andalusii, ve Španělsku.

## Formát turnaje
Turnaj se hraje tři dny. Od roku 2002 se během turnaje odehrálo vždy 28 zápasů – osm čtyřher typu foursome a osm čtyřher typu four-ball v prvním a druhém dni a 12 dvouher v závěrečném dni. Tento formát se používá také v Ryder Cupu. Před rokem 1996 a také v roce 2000 se v Solheim Cupu používal podobný, ale zkrácený formát.
Tým získává jeden bod za každý vyhraný zápas; v případě remízy získávají oba týmy polovinu bodu. Po skončení všech zápasů vyhrává pohár ten tým, který má více bodů. Případné remízy se rozhodují ve prospěch týmu, který obhajuje titul. 

## Kvalifikace a výběr týmů
Americký tým je vybírán bodovým systémem, ve kterém americké hráčky na LPGA Tour získávají body za každé umístění v první dvacítce. Až do roku 2013 nemohly být do týmu USA zařazovány americké občanky narozené mimo tuto zemi; od roku 2015 byla způsobilost do týmu USA rozšířena o mnoho dalších kategorií občanek USA. Do evropského týmu bylo až do roku 2005 vybíráno sedm hráček na základě bodového systému, založeného na výsledcích na Ladies European Tour (LET). Díky tomu byly vybrány špičkové evropské hráčky, které soutěžily převážně na LPGA Tour, aby byla zajištěna konkurenceschopnost evropského týmu. Od roku 2007 se kvalifikuje pouze pět nejlepších hráček z LET a další čtyři jsou vybírány na základě žebříčku Women's World Golf Rankings. To odráží rostoucí dominanci LPGA Tour, na které tráví většinu času téměř všechny špičkové evropské hráčky. Kromě toho má každý tým k dispozici několik "kapitánských výběrů", což jsou hráčky, vybrané podle uvážení kapitánů týmů bez ohledu na jejich bodové umístění, ačkoli v praxi jsou kapitánskými výběry často hráčky na dalších místech žebříčku. 